# Пономаренко, Иван Самсонович
Иван Самсонович Пономаре́нко (1922—1944) — советский военнослужащий. Участник Великой Отечественной войны. Герой Советского Союза (1945). Сержант.

## Биография

Единственная сохранившаяся фотография И. С. Пономаренко (предоставлена Марьяновским историко-краеведческим музеем)

Иван Самсонович Пономаренко родился в августе 1922 года в деревне Михайловка в крестьянской семье. Русский. В шестилетнем возрасте осиротел. Воспитывался в семье старшего брата Григория. Окончил четыре класса начальной школы.
Работал подпаском и скотником в колхозе «Новая жизнь». Перед самой войной поступил на курсы трактористов.
В ряды Рабоче-крестьянской Красной Армии И. С. Пономаренко был призван Марьяновским районным военкоматом  5 октября 1941 года. Службу И. Пономаренко начал в 286 запасном лыжном полку, местом дислокации которого был город Бердск Новосибирской области. Уже  31 декабря 1941 г. на базе 286 ЗЛП формируются отдельные лыжные батальоны 138 и 139. Завершив подготовку, батальоны железнодорожным транспортом были отправлены на фронт: 139-й, в составе которой и был Иван Пономаренко, отправлен на Калининский фронт. С февраля 1942 г. сибирские лыжники 139 ОЛБ находились в составе 359 СД в действующей Армии. В  это время  перед 359-й стрелковой дивизией встала особо сложная задача – совершить марш в тяжелых зимних условиях и разорвать вражеское кольцо окружения 29-й армии. 5 февраля 1942 г. дивизия получила приказ, в котором ставилась задача – уничтожить противника в районе Соломино, Лебзино.  В боях за д. Лебзино были введены в бой два батальона сибирских лыжников без боевого опыта. В бою за деревню Лебзино, которой наши войска с величайшим трудом и огромными потерями овладели к вечеру 15 февраля, рядовой Иван Пономаренко получил серьёзные ранения, в прифронтовом госпитале его оперировали. Иван Пономаренко после февральского ранения находился на излечении в госпитале до начала апреля 1942 в г. Калинине. Серьёзное ранение в бедро, уже не позволило снова вернуться в строй лыжников, и Ивана направляют стрелком в 190 СП 5 СД, дивизия с января по август 1942 г. вела тяжелые бои, участвуя в Гжатской операции в рамках Ржевско-Сычёвского наступления в составе 31 Армии. В мае 1942 г. Пономаренко получает ранение. И снова очередная операция, и долгое лечение с июня по сентябрь 1942 г. Вернувшись в строй с ноября 1942 года Иван Самсонович участвовал в кровопролитных боях Ржевской битвы (Вторая Ржевско-Сычёвская). 15 декабря был ранен, но к марту 1943 года вернулся в строй и участвовал в Ржевско-Вяземской наступательной операции. 1 апреля 1943 года понёсшая большие потери 238-я стрелковая дивизия была выведена в резерв на доукомплектование. До начала июля 1943 года дивизия находилась в резерве Брянского фронта и была введена в бой 17 июля 1943 года в ходе Орловской наступательной операции Курской битвы в составе 11-й армии. И. С. Пономаренко участвовал в освобождении города Карачева. 15 августа 1943 года в уличных боях за город Иван Самсонович был вторично ранен в ногу. После выздоровления он продолжил службу в 15-й отдельной танковой бригаде Приволжского, затем Орловского военных округов. Зимой 1944 года 15-я танковая бригада была переформирована в 8-ю самоходно-артиллерийскую бригаду, в связи с чем красноармеец И. С. Пономаренко был направлен в 238-я стрелковую дивизию, сражавшуюся в составе 50-й армии 2-го Белорусском фронте и 1 апреля 1944 года зачислен на должность командира пулемётного расчёта 830-го стрелкового полка. До лета 1944 года 238-я стрелковая дивизия занимала оборону на реке Днепр южнее Могилёва.
Командир расчёта станкового пулемёта 1-го стрелкового батальона 830-го стрелкового полка 238-й стрелковой дивизии 121-го стрелкового корпуса 50-й армии 2-го Белорусского фронта красноармеец И. С. Пономаренко особо отличился в ходе Могилёвской операции, составной части Белорусской стратегической операции. 27 июня 1944 года И. С. Пономаренко одним из первых форсировал реку Днепр у деревни Луполово и, заняв огневую позицию, обеспечил переправу основных сил полка. В бою за деревню Нижний Половинный Лог он первым ворвался на её окраину и огнём из своего станкового пулемёта подавил огневые точки противника первой линии траншей, после чего ворвался в немецкие траншеи и уничтожил 25 немецких солдат и офицеров. Будучи дважды ранен, красноармеец Пономаренко продолжал вести бой. Подавив три огневые точки второй линии немецких траншей и первым ворвавшись в них, он из пулемёта расстреливал бегущих в панике немецких солдат. Лишь после приказа командира батальона Иван Самсонович отправился в медсанбат.
Быстро оправившись от ранений, в августе 1944 года И. С. Пономаренко вернулся в свой полк. За проявленный при форсировании Днепра героизм ему было присвоено внеочередное воинское звание сержанта. Иван Самсонович принимал участие в Белостокской операции. 27 августа 1944 года в районе хутора Бучин-Подлезе Ломжинского района Белостокской области Белорусской ССР противник при поддержке танков предпринял яростную контратаку, при отражении которой пулемётчик И. С. Пономаренко погиб.
Звание Героя Советского Союза Пономаренко Ивану Самсоновичу было присвоено указом Президиума Верховного Совета СССР от 24 марта 1945 года.
Первоначально Иван Самсонович был похоронен недалеко от места гибели в роще у хутора Бучин-Подлезе в 500 метрах от пограничного знака № 122. В 1980 году его прах был перезахоронен в братской могиле на кладбище советских воинов в польском городе Остроленка-Войцеховице.

## Награды
- Медаль «Золотая Звезда» (24.03.1945);
- орден Ленина (24.03.1945);
- медаль «За боевые заслуги» (12.06.1944).

## Память
- Памятник в центре села Боголюбовка Марьяновского района Омской области[1].
- Улица Ивана Пономаренко в Октябрьском районе города Омска (решение Омского городского совета № 207 от 5 мая 1965 года)[1].
- Мемориальная доска в честь Героя Советского Союза И. С. Пономаренко установлена в Омске по адресу: улица Пономаренко, дом 2.
- Имя Героя Советского Союза И. С. Пономаренко носит Муниципальное общеобразовательное учреждение дополнительного образования детей «Детский оздоровительный лагерь имени Ивана Самсоновича Пономаренко» в деревне Алексеевка Марьяновского района Омской области.

## Документы
- Общедоступный электронный банк документов «Подвиг Народа в Великой Отечественной войне 1941—1945 гг.» Дата обращения: 25 октября 2012. Архивировано из оригинала 13 марта 2012 года.

Представление к званию Героя Советского Союза. Дата обращения: 25 октября 2012. Архивировано 18 декабря 2012 года.
20470610 Медаль «За боевые заслуги». Дата обращения: 25 октября 2012. Архивировано 18 декабря 2012 года.
- Обобщенный банк данных «Мемориал». Дата обращения: 25 октября 2012. Архивировано из оригинала 10 мая 2012 года.

ЦАМО, ф. 58, оп. 936012, д. 18. Дата обращения: 25 октября 2012. Архивировано 28 декабря 2012 года.
ЦАМО, ф. 58, оп. A-24706, д. 3. Дата обращения: 25 октября 2012. Архивировано 28 декабря 2012 года.
|  |